# شفط
الشفط أو المص أو السحب هو سريان سائل إلى فراغ جزئى، أو منطقة ضغط منخفض. الضغط المنحدر بين هذه المنطقة والضغط المحيط سيدفع المادة إلى ناحية منطقة الضغط المنخفض. يشيع اعتقاد أن السحب هو عامل جذاب، وهو خاطئ حيث أن الفراغات لا تجذب أساسا المادة. الغبار يشفط إلى داخل مكنسة كهربية هو في الواقع يدفع للداخل عن طريق ضغط الهواء الأعلى خارج المكنسة.
الضغط الأعلى للسائل المحيط يستطيع دفع المادة إلى الفراغ لكن الفراغ لا يستطيع جذب المادة.

## الشفط في عِلم الأحياء

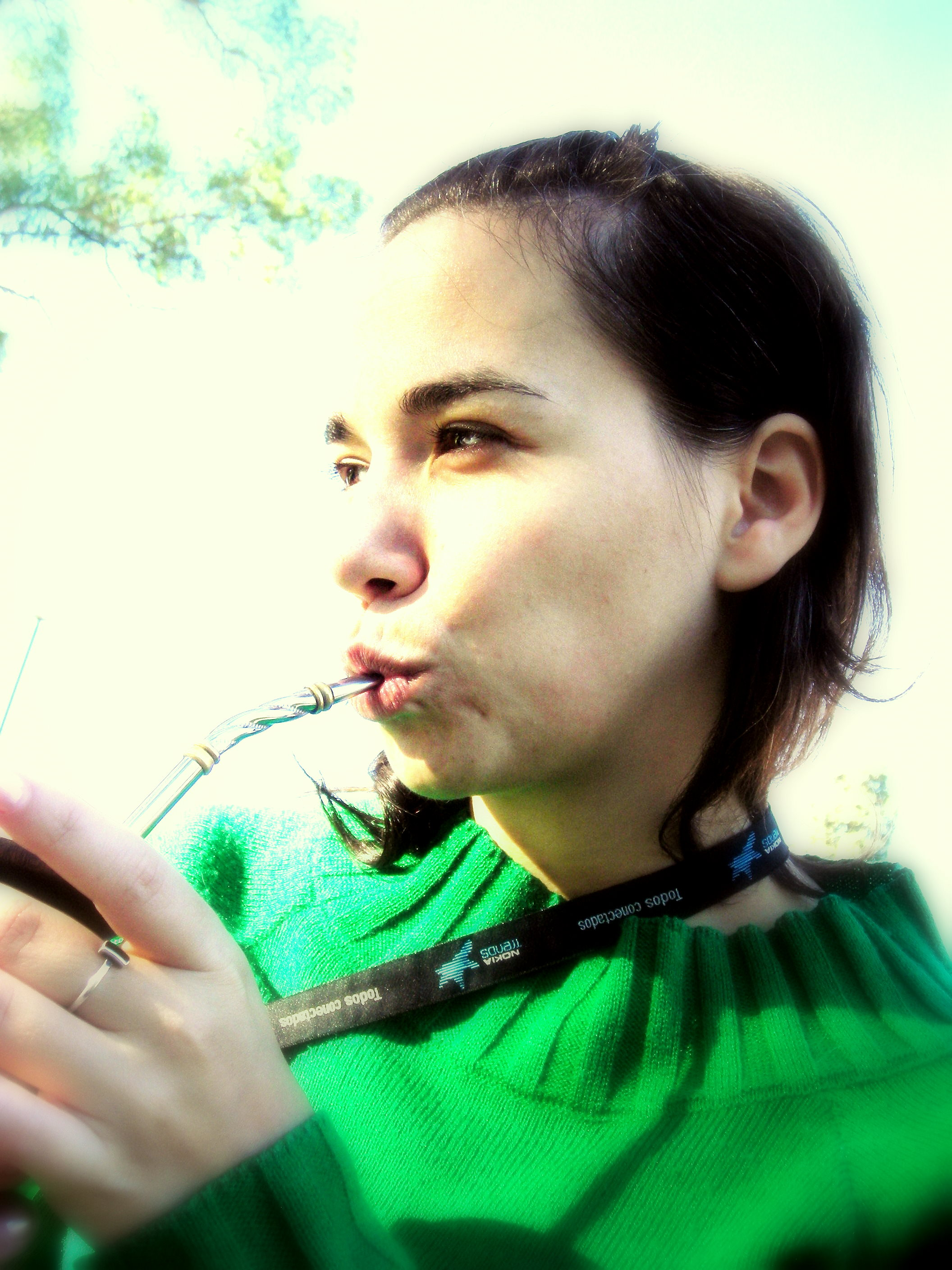

الرضع، وكل الثدييات الوليدة, مولودون بفعل منعكس شافط، والتي يستخدمونها في رضع الطعام السائل، كالحليب. ليس عليهم تعلم الفعل المنعكس هذا، لإنها غريزية. بعض الحيوانات البالغة تستخدم السحب في الشرب، كذلك يفعل البشر عند استخدام شفاطات الشرب. في التنفس، عضلة الحجاب الحاجز تستخدم لتوسيع الرئتين، سامحة للهواء الدخول نتيجة ضغط الهواء الخارجى.
النباتات الكبيرة يمكنها في الواقع تكوين ضغط سلبى عن طريق ساحبات تعرقية.

## المضخات
المضخات تستخدم لضخ وتحريك السوائل نموذجيا لها مدخل حيث يدخل السائل للمضخة ومخرج حيث يخرج السائل. موقع المدخل يسمى الناحية الشافطة للمضخة وموقع المخرج يسمى الناحية الصارفة للمضخة. عمل المضخة يكون سحب (ضغط أقل) عند الناحية الشافطة حتى يدخل السائل عبر المدخل. عملية الضخ تسبب أيضا ضغط أعلى عند الناحية الصارفة عن طريق إجبار السائل على الخروج عند المخرج. قد يكون هناك أجهزة حساسة للضغط عند الناحية الماصة و/أو الصارفة للمضخة للتحكم في عملية الضخ، مثلا يوقف المضخة عندما يقل الضغط جدا لكى لا تعمل المضخة جافة بدون سائل يدخل.
في الطب، أجهزة الشفط تستخدم لتنظيف طرق الهواء من المواد التي قد تعوق التنفس أو تسبب العدوى، للمساعدة في العمليات الجراحية، ولأغراض أخرى.